# Ilhas Léonie
As Ilhas Léonie são um grupo de pequenas ilhas situadas na entrada de Ryder Bay pelo sudeste da Ilha de Adelaide, Antártida. Descobertas durante a Expedição Antártica Francesa, 1908-10, sob o comando de Jean-Baptiste Charcot, foi batizada Ilha Léonie, a maior ilha do grupo, já entre 1934-37 a Expedição Britânica às Terras Graham, a comando de John Rymill, estendeu este nome a todo o grupo de ilhas.